# Catena di Bocche
La Catena di Bocche è un gruppo montuoso situato nel Trentino Orientale e in minima parte in Veneto.

## Descrizione
Con Catena di Bocche si intende il gruppo montuoso che ha come confini (ruotando in senso orario): il passo San Pellegrino, il torrente Biois, Falcade, valle del Valles, passo Valles, torrente Travignolo, Predazzo, torrente Avisio, Moena e la valle di San Pellegrino.
Parte della zona meridionale del gruppo (precisamente tra l'Alpe Lusia e il confine regionale) è inserita nel parco Naturale Paneveggio-Pale di San Martino, che si occupa della salvaguardia e controllo di specie anche rare di uccelli e mammiferi.
Su questi monti si estendono due comprensorio sciistici: quello dell'Alpe Lusia (Moena-Bellamonte) e quello del San Pellegrino-Falcade.
Non troviamo strade asfaltate e carrozzabili all'interno del gruppo, solo ai margini.

## Classificazione
Secondo la classificazione SOIUSA la catena di Bocche è parte delle Dolomiti di Gardena e di Fassa e ha la seguente classificazione:
- Grande parte = Alpi Orientali
- Grande settore = Alpi Sud-orientali
- Sezione = Dolomiti
- Sottosezione = Dolomiti di Gardena e di Fassa
- Supergruppo = Dolomiti di Fassa
- Gruppo = Catena di Bocche
- Codice = II/C-31.III-B

## Punti d'appoggio

### Rifugi alpini, baite e malghe gestite (aperte in estate)
- Chalet Valbona (1810 m)
- Rifugio La Rezila (1760)
- Rifugio Lusia (2053 m)
- Baita Ciamp de le Strie (1940 m)
- Chalte 44 Alpine Lounge (1960 m)
- Baita Bucaneve (1740 m)
- Malga Bocche (1940 m)
- Rifugio Capanna Passo Valles (2033 m)
- Rifugio Laresei (2251 m)

### Bivacchi e luoghi di rifugio
- Bait de Mulat (2036 m)
- Bait de le Vacche (1985 m)
- Bait de Pozil (2000 m)
- Bivacco Sandro Redolf (2333 m)
- Bivacco Val Miniera (2152

## Principali vette
| Nome vetta (italiano) | Nome Ladino      | Sottogruppo            | Altitudine in metri |
| --------------------- | ---------------- | ---------------------- | ------------------- |
| Cima Bocche           | Cimon de Boce    | Orientale (Bocche)     | 2745                |
| Cima Juribrutto       | Gereburt         | Orientale (Bocche)     | 2691                |
| Col Margherita        | Col de Margarita | Orientale (Bocche)     | 2549                |
| Viezzena              | Viesena          | Occidentale (Viezzena) | 2490                |
| Gronton               |                  | Orientale (Bocche)     | 2622                |
| Cima di Lusia         | Cima de Lujia    | Orientale (Bocche)     | 2490                |
| Cima del Lastè        |                  | Orientale (Bocche)     | 2410                |
| Sella di Viezena      |                  | Occidentale (Viezzena) | 2302                |
| Sasso Mezzogiorno     | Sas da Mezdì     | Occidentale (Viezzena) | 2301                |
| Monte Mulat           |                  | Occidentale (Viezzena) | 2150                |
| Monte Pradazzo        |                  | Orientale (Bocche)     | 2278                |
| Piavac                |                  | Occidentale (Viezzena) | 2268                |

## Principali laghi

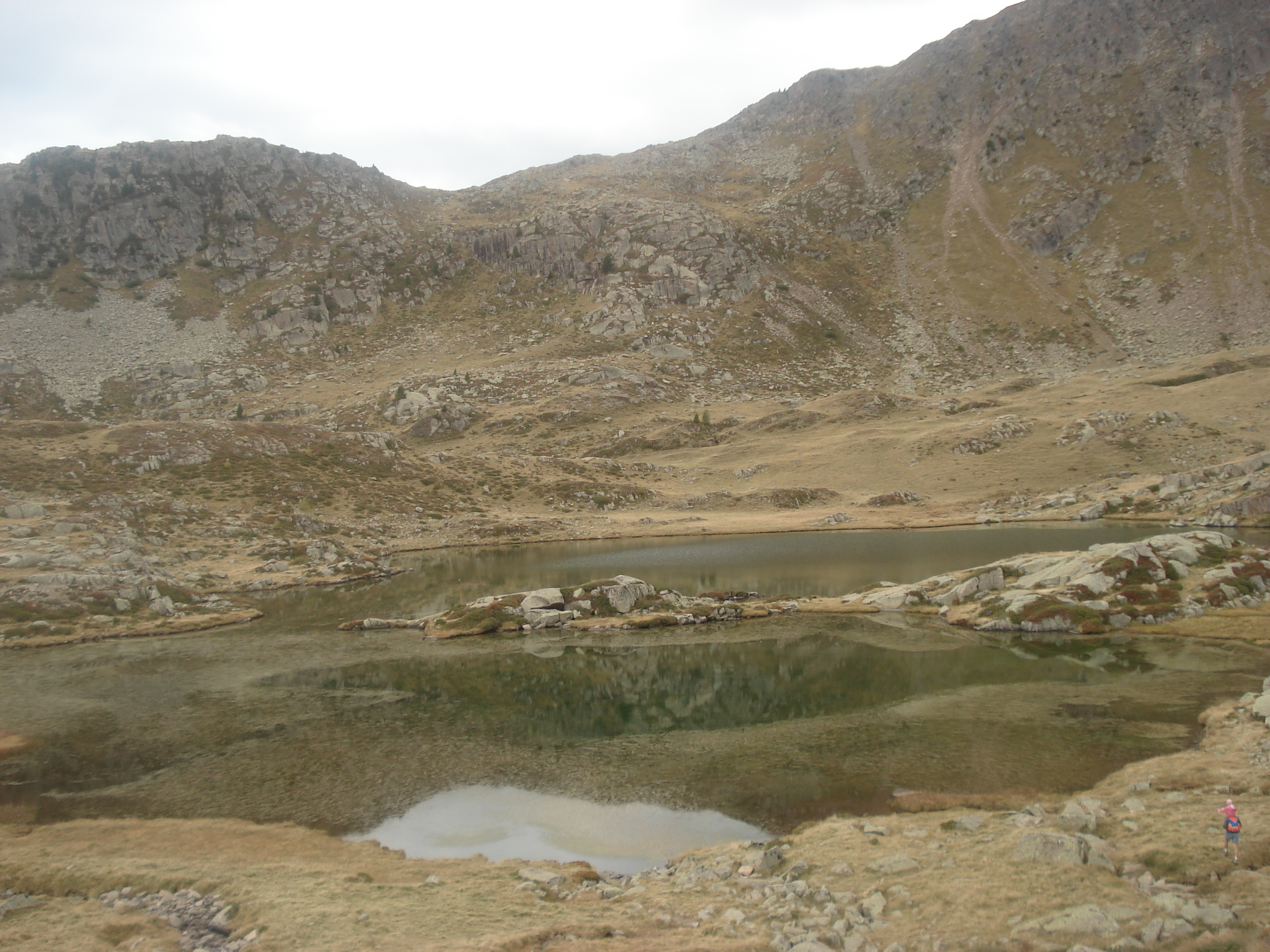
Il lago di Juribrutto.

La zona orientale, ovvero la sottosezione di Bocche, è ricca di specchi d'acqua, a contrario della zona occidentale. I principali laghi sono:
- Laghi di Lusia (Lèghes de Lujia). Si trovano nella valle tra Cima Bocche e la cresta del Gronton. Il lago inferiore si trova ad un'altezza di 2.332 m, sulle sue rive sorge il bivacco S. Redolf; quello superiore si trova a quota 2380 m ed è il più grande. C'è poi un altro lago (2352 m) non raggiunto però da alcun sentiero.
- Lago di Bocche (Lèch de Boce) - 2247 m. Situato a metà strada tra malga e cima Bocche.
- Lago di Juribrutto (Lèch de Gereburt) - 2206 m. Sotto l'omonima cima.
- Lago di San Pellegrino (Lèch de Sen Pelegrin) - 1895 m. Si trova sull'omonimo passo, vicino alla strada.

Troviamo molti altri specchi d'acqua senza nome, ma con dimensioni più ridotte sui Lastè di Pradazzo e i Lastè di Juribrutto, il più significativo a quota 2126 m è visibile dal sentiero per raggiungere cima e lago Juribrutto.
Due sono invece i laghi artificiali: il Lago Cavia (2102 m) all'estremo oriente e il Lago di Paneveggio (1455 m) nella valle del Travignolo, decisamente più grande il secondo.